# Wólka Kożuchowska
Wólka Kożuchowska (prononciation : [ˈvulka kɔʐuˈxɔfska]) est un village polonais de la gmina de Wyśmierzyce dans le powiat de Białobrzegi de la voïvodie de Mazovie dans le centre-est de la Pologne.
Il se situe à environ 3 kilomètres au nord-est de Wyśmierzyce (siège de la gmina), 8 kilomètres à l'ouest de Białobrzegi (siège du powiat) et à 66 km au sud de Varsovie (capitale de la Pologne).

## Histoire
De 1975 à 1998, le village appartenait administrativement à la voïvodie de Radom.